# ریکاردو سا پینتو
ریکاردو مانوئل آندره سیلوا سا پینتو (به پرتغالی: Ricardo Manuel Andrade e Silva Sá Pinto؛ زادهٔ ۱۰ اکتبر ۱۹۷۲ در پورتو، پرتغال) بازیکن پیشین و سرمربی کنونی فوتبال اهل پرتغال است وی هم اکنون هدایت باشگاه فوتبال استقلال تهران را برعهده دارد.
او از همان دوران بازی، به خاطر روحیه جنگنده‌اش شناخته می‌شد، تا جایی که در دوران حضورش در اسپورتینگ، هواداران باشگاه به او لقب «ریکاردو شیردل» دادند. سا پینتو در دوران بازی‌اش ۲۳۰ بازی در لیگ برتر پرتغال انجام داد و ۵۱ گل به ثمر رساند. او هچنین به مدت دو سال برای رئال سوسیداد در لالیگا اسپانیا بازی کرده است.
سا پینتو به همراه تیم ملی پرتغال در دو دوره جام ملت‌های اروپا یعنی در جام ملت‌های اروپا ۱۹۹۶ و جام ملت‌های اروپا ۲۰۰۰ حضور داشت و در یورو ۲۰۰۰ به مقام سوم رسید. وی دوران مربی‌گری خود را در سال ۲۰۱۲ با اسپورتینگ آغاز و پس از آن در ۱۱ کشور خارجی کار کرده است.

## عملکردِ باشگاهی
سا پینتو متولد پورتو است و نخستین بازی رسمی خود را برای تیم شهرش، سالگیروش، انجام داد. نخستین بازی رسمی سا پینتو در لیگ برتر پرتغال به تاریخ ۳۰ اوت ۱۹۹۲ در باخت ۲–۰ خارج از خانه مقابل فارنسی، جایی که وی به عنوان یار تعویضی در نیمه دوم وارد زمین شد، به ثبت رسید.
در فصل ۹۵–۱۹۹۴ سا پینتو به اسپورتینگ پیوست و پس از درخشش در این تیم مورد توجه رئال سوسیداد در لالیگا قرار گرفت و در ژوئیه ۱۹۹۷ قراردادی چهار ساله به ارزش ۴۰۰ میلیون پزوتا امضا کرد اما قبل از انجام نخستین بازی خود با یک سال محرومیت جهانی مواجه شد. نخستین بازی رسمی سا پینتو برای باشگاه جدیدش که با گلزنی وی نیز همراه شد، تساوی خانگی ۳–۳ مقابل رئال اویدو در ۳۰ اوت ۱۹۹۸ انجام شد.
پس از ۷۰ بازی و شش گل در اسپانیا، سا پینتو به اسپورتینگ بازگشت، جایی که شش سال دیگر در آنجا بازی کرد؛ در این مقطع هرچند مصدومیت‌های فراوان، برایش دردسر بزرگی بود ولی در نهایت توانست به بازوبند کاپیتانی تیم دست پیدا کند. در فصل ۰۷–۲۰۰۶، او به سرژیو کونسیسائو، ملی‌پوش پرتغالی در استاندارد لیژ پیوست و همان‌جا در حوالی ۳۵ سالگی کفش‌هایش را آویخت.

## عملکردِ ملّی
او توانست خیلی زود به لباس تیم ملی زیر ۲۱ سال پرتغال برسد تا همراه این تیم نائب قهرمان مسابقات جام ملت‌های اروپا زیر ۲۱ سال ۱۹۹۴ شود.
سا پینتو ۴۵ بازی ملی برای پرتغال انجام داده که ۲۵ بازی مربوط به دوران حضور وی در اسپورتینگ و ۲۰ بازی برای رئال سوسیداد است، وی در مجموع ۱۰ گل ملی در کارنامه دارد. نخستین بازی او برای تیم ملی بزرگسالان پرتغال در ۷ سپتامبر ۱۹۹۴ در برد ۲–۱ مقابل ایرلند شمالی در بلفاست بود که در آن گل دوم را برای تیمش به ثمر رساند. او علاوه بر بازی در جام ملت‌های اروپا ۱۹۹۶ که در نخستین بازی گروه D آن تک گل پرتغال را در جریان تساوی ۱–۱ مقابل دانمارک به ثمر رساند، در جام ملت‌های اروپا ۲۰۰۰ نیز بازی کرده است و ۶ گل نیز در جریان مقدماتی آن به ثمر رسانده، از جمله هت‌تریک مقابل لیختن‌اشتاین در جریان برد ۸ گله مقابل این تیم که در ۹ ژوئن ۱۹۹۹ در کویمبرا به ثبت رسید.
آخرین حضور سا پینتو در عرصه ملی به پیروزی ۶–۰ مقابل قبرس در مرحله مقدماتی جام جهانی ۲۰۰۲ مورخ ۶ ژوئن ۲۰۰۱ برمی‌گردد. مصدومیت مانع از حضور او در فهرست نهایی برای این جام جهانی شد.

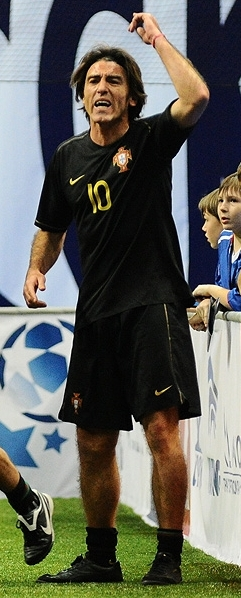
سا پینتو در حال انجام بازی برای تیم ملی پرتغال در جام افسانه‌ها ۲۰۱۱

## عملکرد مربیگری

### سال‌های ابتدایی (۲۰۰۹–۲۰۱۲)
در اوایل نوامبر ۲۰۰۹ عملکرد ضعیف پائولو بنتو، سرمربی وقت اسپورتینگ، موجب اعمال تغییراتی در ساختار باشگاه شد و علاوه بر اخراج سرمربی، سا پینتو نیز به اسپورتینگ بازگشت و جایگزین هم‌تیمی سابقش، پدرو باربوسا به عنوان مدیر ورزشی شد؛ هرچند حضور وی در این سمت چندان طولانی نشد و وی در ۲۱ ژانویه ۲۰۱۰، به دنبال درگیری فیزیکی با لیدسن، بازیکن باشگاه، در رختکن تیم، پس از برد خانگی ۴–۳ مقابل مافرا در جام حذفی سریعاً استعفای خود را تقدیم کرد.

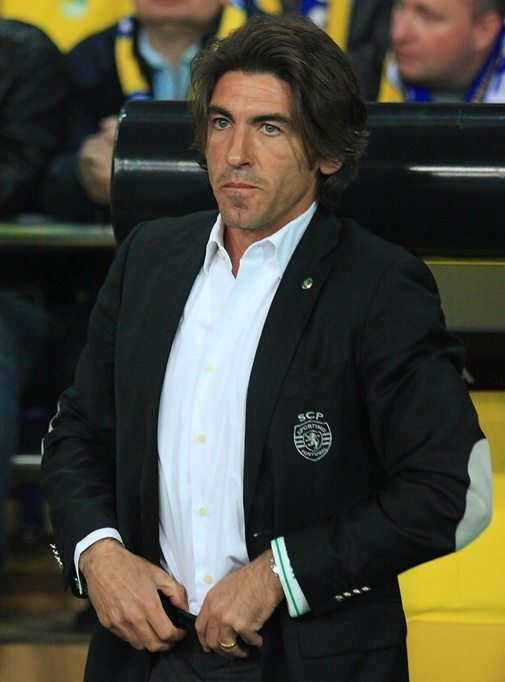
سا پینتو در قامت سرمربیگری اسپورتینگ در آوریل ۲۰۱۲ در لیگ قهرمانان اروپا

سا پینتو نخستین تجربه مربیگری خود را در سال ۲۰۱۰ و به عنوان دستیار پدرو کاشینیا در باشگاه لیریا آغاز کرد و پس از یک دوره حضور در تیم زیر ۲۱ سال اسپورتینگ، وی در ۱۳ فوریه ۲۰۱۲ به عنوان سرمربی تیم اصلی منصوب و جایگزین دومنیگوس اخراجی شد.
هرچند در پایان آن فصل اسپورتینگ رتبه‌ای بهتر از چهارم کسب نکرد و فینال جام حذفی را نیز واگذار کرد ولی مسئولان باشگاه در ۲۵ مه ۲۰۱۲ قرارداد جدیدی به مدت دو سال با سا پینتو منعقد کردند. با این حال، در ۴ اکتبر، پس از باخت ۳–۰ خارج از خانه مقابل ویدتون مجارستان (با هدایت هم تیمی سابقش در تیم ملی، پائولو سوزا) در آن فصل لیگ اروپا، او از سرمربی‌گری اسپورتینگ برکنار شد.

### سال‌های خارج از کشور (۲۰۱۳–۲۰۱۹)
سا پینتو در ۱۸ مارس ۲۰۱۳ به عنوان سرمربی ستاره سرخ بلگراد، باشگاه مطرح صربستانی، منصوب شد. و در هشت بازی اولی که در سوپر لیگ صربستان هدایت این تیم را بر عهده داشت، پیروز شد اما در ۱۹ ژوئن بر اثر اختلاف نظر با هیئت مدیره از سمت خود استعفا داد. از اکتبر ۲۰۱۳ تا فوریه ۲۰۱۵ وی در سوپر لیگ یونان فعالیت کرد و هدایت دو تیم او.اف. آی و آترومیتوس را بر عهده داشت.
سا پینتو در ژوئن ۲۰۱۵ به پرتغال و پایتخت آن بازگشت و با امضای قراردادی دو ساله، به جای لیتو ویدیگال، سرمربی بلننسس شد. با این حال، در ۱۵ دسامبر، پس از شکست ۴–۳ خارج از خانه مقابل آکادمیکا و ناکام ماندن از راهیابی به مرحله گروهی لیگ اروپا ۱۶–۲۰۱۵، از سمت خود استعفا داد.
در ۲۹ می ۲۰۱۶، سا پینتو به عنوان سرمربی باشگاه الفتح عربستان منصوب شد. در ۱۱ ژوئن ۲۰۱۷، طی دور دوم حضور در آترومیتوس یونان، پس از کسب مقام هشتمی و حتی با وجود اینکه با قرارداد جدیدی موافقت کرده بود، راهی استاندارد لیژ بلژیک شد؛ علیرغم اینکه او در ابتدا عملکرد ضعیفی در لیگ بلژیک داشت، اما نهایتاً در سال اول خود، تیمش را به کسب قهرمانی جام حذفی بلژیک و همچنین نایب قهرمانی نهایی لیگ برتر رساند، و در ۲۰ می ۲۰۱۸ این باشگاه را ترک کرد.
در اوت ۲۰۱۸، سا پینتو پس از امضای قراردادی سه ساله با لگیا ورشو، به عنوان سرمربی جدید این تیم معرفی و راهی لیگ برتر لهستان شد. وی در آوریل سال بعد، در حالی که تیمش فقط یک امتیاز از لگیا گدانسک صدرنشین کمتر داشت و در رده دوم بود، سه هفته مانده به پایان لیگ، به دلیل مشکلات مالی تیم لهستانی کنار گذاشته شد.

### بازگشت به پرتغال (۲۰۲۲–۲۰۱۹)

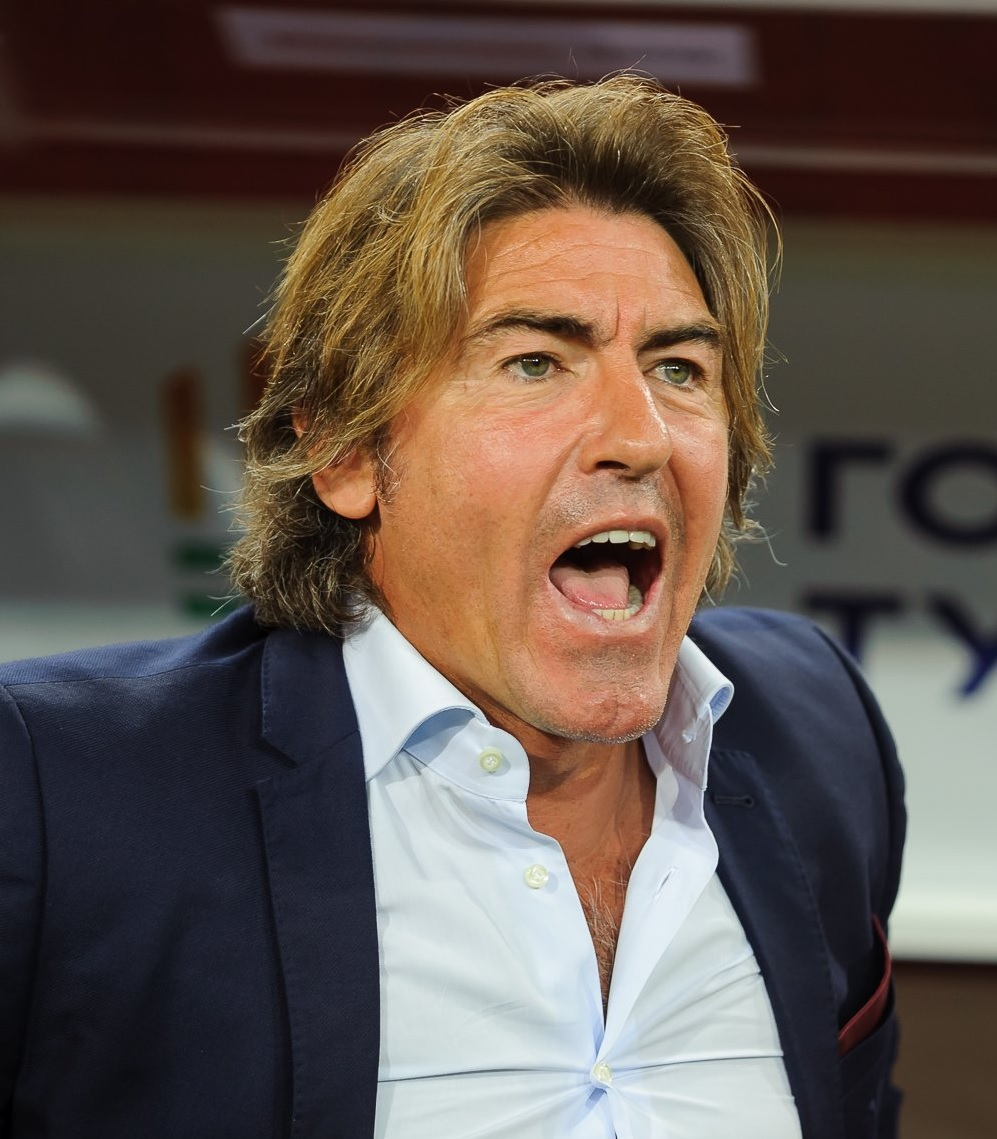
سا پینتو درحال هدایت براگا در سال ۲۰۱۹

در ۳ ژوئیه ۲۰۱۹، سا پینتو به کشورش بازگشت و با عقد قراردادی دو ساله هدایت براگا را بر عهده گرفت. او در این تیم نیز کارنامه‌ای خوب را تقریباً از خود بر جای گذاشت، صدرنشینی جدول مسابقات در لیگ اروپا و صعود به فینال جام حذفی پرتغال از موفقیت‌های او در براگا بود و در حالی که در جایگاه ششم جدول لیگ قرار داشت از این تیم جدا شد.
سا پینتو در ۱۳ اکتبر ۲۰۲۰ هدایت تیم واسکو دا گاما را بر عهده گرفت و قراردادی را تا پایان فصل امضا کرد.
او در ۲۹ دسامبر با تیمی که در منطقه سقوط از لیگ قرار داشت، به دلیل کسب نتایج نامطلوب از هدایت این تیم برکنار شد.
در ۲۰ ژانویه ۲۰۲۱، سا پینتو با قراردادی دو و نیم ساله با تیم گازی عینتاب‌اسپور در سوپر لیگ ترکیه به موافقت رسید. او در ماه مه این باشگاه را به دلیل نتایج ضعیف و اختلاف با رئیس ثروتمند باشگاه ترکیه ای ترک کرد و از بازیکنانش و مدیر ورزشی ماریوس سومودیکا انتقاد کرد.
سا پینتو در ۷ ژانویه ۲۰۲۲، سومین مربی فصل موریرنز شد.
او پس از پیروزی ۴–۱ مقابل ویزلا، تیم را به مقام شانزدهم رساند. اما در پلی آف صعود/ سقوط پس از شکست مجموع ۱–۲ مقابل کاوز اسپورتز به لیگ دسته یک سقوط کرد. او پس از ۱۵ روز محرومیت و ۲۸۰۵ یورو جریمه به دلیل تحریک طرفداران تیم مقابل پس از بازی ویزلا، بازی‌های پلی آف را به دلیل محرومیت از دست داد. چند روز بعد، قرارداد او به پایان رسید.

### استقلال(۲۰۲۳–۲۰۲۲)

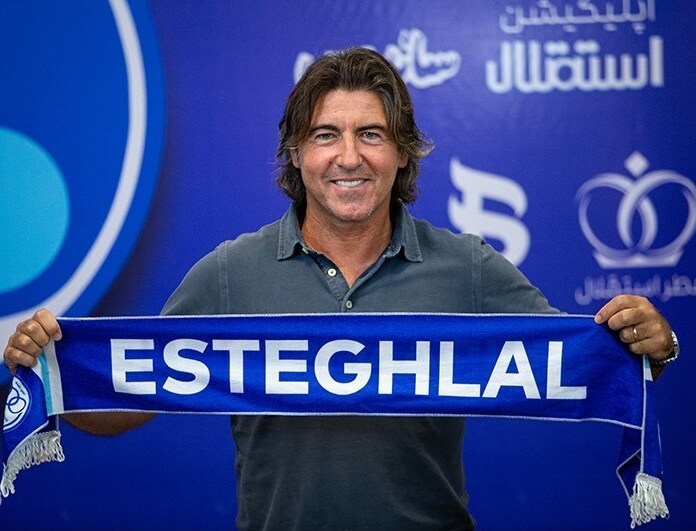
سا پینتو در نشست خبری معارفه خود به عنوان سرمربی استقلال در ژوئن ۲۰۲۲

در ۲۱ ژوئن ۲۰۲۲، سا پینتو با امضای قراردادی دو ساله به مربیگری استقلال منصوب و جانشین فرهاد مجیدی شد. ریکاردو سا پینتو بعد از انتصاب به عنوان سرمربی استقلال گفت:
بسیار مفتخرم که به بزرگ‌ترین باشگاه ایران و یکی از بزرگ‌ترین باشگاه‌های جهان یعنی استقلال پیوستم. می‌دانم ۴۰ میلیون هوادار استقلال هم مثل من پرشور هستند. بی صبرانه برای بازی در ورزشگاه آزادی منتظر هستم.
وی در ۲ نوامبر ۲۰۲۲ موفق به کسب عنوان قهرمانی سوپر جام ایران شد تا با پیروزی در این دیدار نخستین قهرمانی سوپرجام تاریخ استقلال را به دست بیاورد، وی پس از کسب این جام نسبت به خیزش ۱۴۰۱ ایران که در در جریان بود واکنش نشان داد و از مردان و زنان ایران حمایت کرد و گفت:
ما می‌خواستیم شادتر باشیم، اما شرایط کشور خوب نیست. «این پیروزی را تقدیم می‌کنم به زنان و مردان ایرانی که در رنج و سختی هستند.» امیدوارم آنها شادی را که شایسته آن هستند داشته باشند زیرا من این افراد را دوست دارم و این مهم‌تر از فوتبال است.
سا پینتو در نخستین فصل حضور خود در استقلال عملکرد فنی قابل قبولی داشت: کسب نخستین عنوان قهرمانی سوپر جام، پیروزی پرگل ۷–۱ برابر تراکتور و ۶–۱ برابر هوادار و کسب بهترین پیروزی تاریخ لیگ برتر فوتبال ایران برای استقلال، کسب رکورد بیشترین امید گل و بیشترین خلق موقعیت در تاریخ لیگ برتر، کسب بهترین خط حمله لیگ برتر با ۵۲ گل زده و کسب عنوان بهترین سرمربی سال ۱۴۰۱ از نگاه آرای مردمی برنامه نوروز فوتبالی از نکات مثبت دوران حضور وی در استقلال بود، وی همچنین با پیروزی در ۶۴ درصد بازی‌ها، دارای بالاترین درصد پیروزی در بین مربیان خارجی تاریخ استقلال است.
ساپینتو در فصل ۱۴۰۳–۱۴۰۲ هدایت استقلال را به عهده داشت. تیم او در لیگ برتر رتبه سوم را به ارمغان آورد و در فینال جام حذفی مغلوب پرسپولیس شد. آبی‌ها مجموعاً ۳۶ بازی را با هدایت ساپینتو پشت سر گذاشتند که ماحصل آن ۲۳ برد، ۸ مساوی و ۵ باخت بود. هر ۵ باخت استقلال برابر تیم‌های بزرگ رقم خورد. استقلال در دوران مربیگری ساپینتو ۲ بار در داربی پایتخت مقابل پرسپولیس شکست خورد و قافیه قهرمانی در ۲ جام را به رقیب سنتی اش واگذار کرد
وی در ۷ ژوئن ۲۰۲۳ با انتشار نامه ای از هواداران استقلال خداحافظی و از این تیم جدا شد، مشکلات مالی و مدیریتی، پرداختی‌های نامنظم به بازیکنان و کادرفنی، اعمال محرومیت ۴ ماهه و جریمه سنگین از سوی کمیته انضباطی و اختلاف با مدیران باشگاه و همچنین نتایج نامطلوب در داربی پایتخت مقابل پرسپولیس از علل جدایی وی بود. البته برخی از کارشناسان فوتبال معتقد بودند وی بسیار در حاشیه است و در شأن فوتبال ایران نیست

### آپوئل(۲۰۲۳–۲۰۲۴)
در ۸ ژوئن ۲۰۲۳، سا پینتو به عنوان سرمربی آپوئل در لیگ دسته اول قبرس انتخاب شد.
وی در ۱۱ مه ۲۰۲۴، موفق شد آپوئل را به مقام قهرمانی لیگ دسته اول قبرس برساند.ساپینتو در ماه مه باشگاه را ترک کرد. جدایی سا پینتو پس از آن اتفاق افتاد که او در ماه اکتبر به مدت چهار ماه به دلیل درگیری با کارکنان باشگاه آنورتوسیس قبرس، از جمله ضربه زدن به کمک مربی آنها محروم شد. تعلیق و حوادث دیگر منجر به جدایی او در ماه مه از باشگاه آپوئل شد. سا پینتو در ۲۹ بازی سرمربی آپوئل بود و با ۱۴برد و ۹ باخت، میانگین ۱٫۶۶ امتیاز را به‌دست‌آورد

### الرجا کازابلانکا(۲۰۲۴)
سا پینتو در تاریخ ۱۰ اکتبر ۲۰۲۴ با عقد قراردادی یک ساله به عنوان سرمربی تیم الرجا کازابلانکا انتخاب شد. تنها دو ماه و نیم بعد، در تاریخ ۲۰ دسامبر ۲۰۲۴ و پس از کسب تنها دو برد از ۱۱ بازی، به‌علت فشار شدید هواداران برای اخراج او و همچنین اختلافات با مدیریت از باشگاه مراکشی اخراج شد.

### بازگشت بهاستقلال(۲۰۲۵–اکنون)
در ۲۳ ژوئن ۲۰۲۵، با اعلام رسانه رسمی باشگاه استقلال، سا پینتو  با عقد قراردادی یک‌ ساله به این تیم بازگشت.

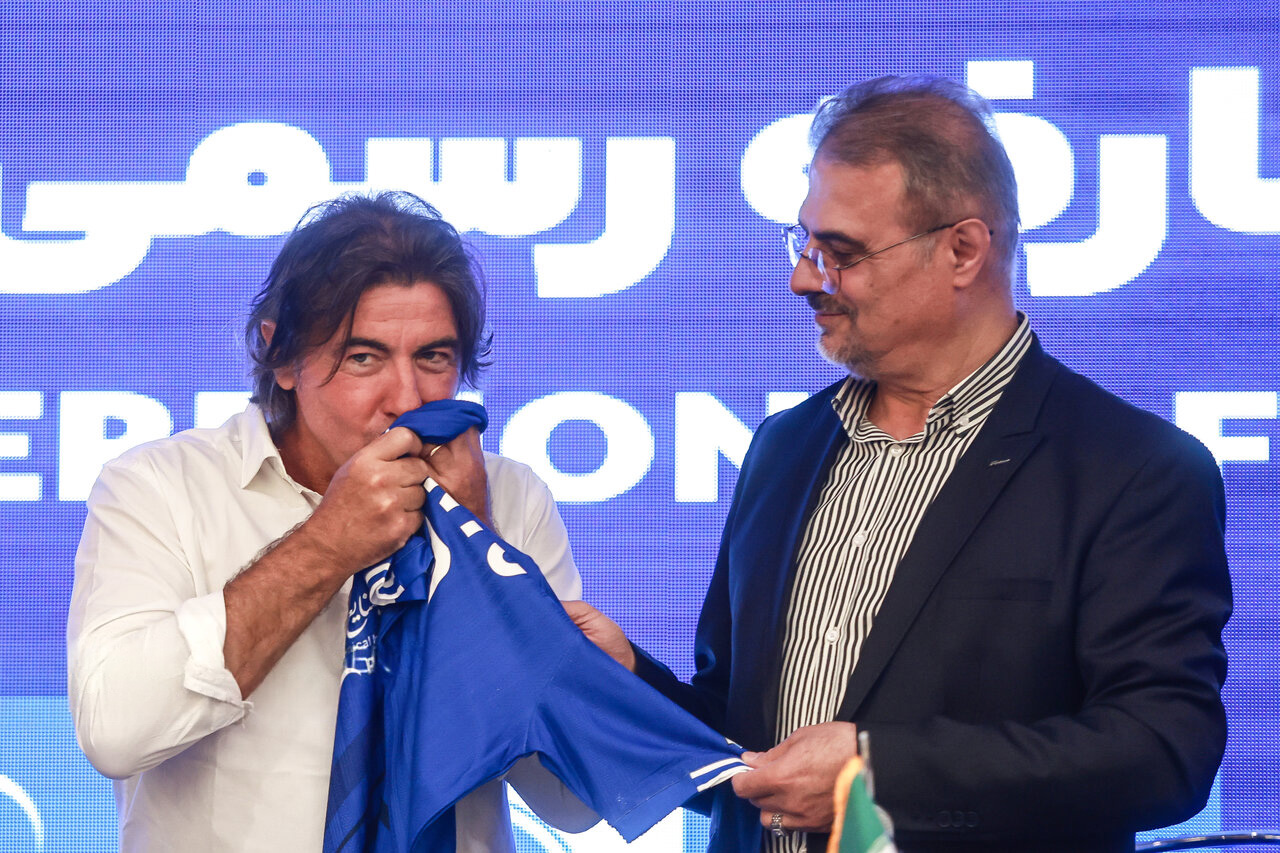
بوسه ریکاردو ساپینتو بر پیراهن استقلال در مراسم معارفه وی به عنوان سرمربی جدید در کنار مدیرعامل استقلال، علی نظری جویباری

## افتخارات

### به عنوان بازیکن

#### باشگاهی
اسپورتینگ
- لیگ برتر فوتبال پرتغال(۱): ۰۲–۲۰۰۱
- جام حذفی فوتبال پرتغال(۲): ۹۵–۱۹۹۴، ۰۲–۲۰۰۱
- سوپر جام فوتبال پرتغال(۲): ۱۹۹۵، ۲۰۰۰
- لیگ اروپا: ۰۵–۲۰۰۴ (نایب قهرمانی)

#### ملی
پرتغال
- جام ملت‌های اروپا: ۲۰۰۰ (جایگاه سوم)
- جام ملت‌های اروپا زیر ۲۱ سال: ۱۹۹۴ (نایب قهرمانی)

### به عنوان مربی
اسپورتینگ
- جام حذفی فوتبال پرتغال: ۱۲–۲۰۱۱ (نایب قهرمانی)

استاندارد لیژ
- جام حذفی فوتبال بلژیک(۱): ۱۸–۲۰۱۷[۳۳]

استقلال تهران
- جام حذفی فوتبال ایران: ۰۲–۱۴۰۱ (نایب قهرمانی)[۶۲]
- سوپر جام فوتبال ایران(۱): ۲۰۲۲[۵۳]

آپوئل
- لیگ دسته اول فوتبال قبرس(۱): ۲۴–۲۰۲۳[۶۵]

### افتخارات فردی
- بهترین سرمربی لیگ بلژیک(۱): ۱۸–۲۰۱۷
- بهترین سرمربی سال ۱۴۰۱ با آرای مردمی نوروز فوتبالی: ۰۲–۱۴۰۱[۵۷]
- بهترین سرمربی ماه لیگ قبرس(۲): نوامبر ۲۰۲۳، دسامبر ۲۰۲۳

## آمار مربیگری
| تیم                | کشور          | از              | تا              | آمار | آمار | آمار  | آمار | آمار | آمار  | آمار  | آمار     |
| تیم                | کشور          | از              | تا              | بازی | برد  | مساوی | باخت | زده  | خورده | تفاضل | درصد برد |
| ------------------ | ------------- | --------------- | --------------- | ---- | ---- | ----- | ---- | ---- | ----- | ----- | -------- |
| اسپورتینگ          | پرتغال        | ۱۳ فوریه ۲۰۱۲   | ۴ اکتبر ۲۰۱۲    | ۳۰   | ۱۵   | ۷     | ۸    | ۴۱   | ۳۱    | ۱۰+   | ۰۵۰      |
| ستاره سرخ          | صربستان       | ۱۹ مارس ۲۰۱۳    | ۱۹ ژوئن ۲۰۱۳    | ۱۱   | ۸    | ۰     | ۳    | ۱۷   | ۹     | ۸+    | ۰۷۳      |
| او.اف. آی کرته     | یونان         | ۱۶ اکتبر ۲۰۱۳   | ۲۵ مه ۲۰۱۴      | ۳۴   | ۱۵   | ۷     | ۱۲   | ۳۵   | ۳۹    | ۴−    | ۰۴۴      |
| آترومیتوس          | یونان         | ۲۵ سپتامبر ۲۰۱۴ | ۵ فوریه ۲۰۱۵    | ۱۹   | ۵    | ۹     | ۵    | ۲۰   | ۲۰    | ۰+    | ۰۲۶      |
| بلننسس             | پرتغال        | ۹ ژوئن ۲۰۱۵     | ۱۵ دسامبر ۲۰۱۵  | ۲۶   | ۸    | ۸     | ۱۰   | ۲۵   | ۴۲    | ۱۷−   | ۰۳۱      |
| الفتح              | عربستان سعودی | ۲۹ مه ۲۰۱۶      | ۲۳ سپتامبر ۲۰۱۶ | ۵    | ۱    | ۱     | ۳    | ۵    | ۹     | ۴−    | ۰۲۰      |
| آترومیتوس          | یونان         | ۵ فوریه ۲۰۱۷    | ۱۱ ژوئن ۲۰۱۷    | ۱۳   | ۵    | ۲     | ۶    | ۱۱   | ۱۲    | ۱−    | ۰۳۸      |
| استاندارد لیژ      | بلژیک         | ۱۱ ژوئن ۲۰۱۷    | ۲۰ مه ۲۰۱۸      | ۴۶   | ۲۲   | ۱۴    | ۱۰   | ۷۸   | ۵۶    | ۲۲+   | ۰۴۸      |
| لگیا ورشو          | لهستان        | ۱۳ اوت ۲۰۱۸     | ۱ آوریل ۲۰۱۹    | ۲۸   | ۱۵   | ۷     | ۶    | ۴۲   | ۲۹    | ۱۳+   | ۰۵۴      |
| براگا              | پرتغال        | ۳ ژوئیه ۲۰۱۹    | ۲۳ دسامبر ۲۰۱۹  | ۳۰   | ۱۸   | ۵     | ۷    | ۵۵   | ۳۶    | ۱۹+   | ۰۶۰      |
| واسکو دوگاما       | برزیل         | ۱۴ اکتبر ۲۰۲۰   | ۲۹ دسامبر ۲۰۲۰  | ۱۵   | ۳    | ۶     | ۶    | ۱۰   | ۱۹    | ۹−    | ۰۲۰      |
| غازی عینتاب اف. کی | ترکیه         | ۲۰ ژانویه ۲۰۲۱  | ۱۷ مه ۲۰۲۱      | ۲۱   | ۶    | ۶     | ۹    | ۲۶   | ۲۸    | ۲−    | ۰۲۹      |
| موریرنز            | پرتغال        | ۶ ژانویه ۲۰۲۲   | ۱ ژوئن ۲۰۲۲     | ۲۰   | ۶    | ۲     | ۱۲   | ۱۸   | ۲۷    | ۹−    | ۰۳۰      |
| استقلال            | ایران         | ۲۱ ژوئن ۲۰۲۲    | ۷ ژوئن ۲۰۲۳     | ۳۶   | ۲۳   | ۸     | ۵    | ۶۳   | ۲۵    | ۳۸+   | ۰۶۴      |
| آپوئل              | قبرس          | ۸ ژوئن ۲۰۲۳     | ۱۴ مه ۲۰۲۴      | ۲۹   | ۱۴   | ۶     | ۹    | ۳۳   | ۲۶    | ۷+    | ۰۴۸      |
| الرجا کازابلانکا   | مراکش         | ۱۰ اکتبر ۲۰۲۴   | ۲۰ دسامبر ۲۰۲۴  | ۱۱   | ۲    | ۶     | ۳    | ۸    | ۹     | ۱−    | ۰۱۸      |
| استقلال            | ایران         | ۲۳ ژوئن ۲۰۲۵    | اکنون           | ۰    | ۰    | ۰     | ۰    | ۰    | ۰     | ۰+    | —        |
| مجموع              | مجموع         | مجموع           | مجموع           | ۳۸۸  | ۱۷۹  | ۹۵    | ۱۱۴  | ۵۲۷  | ۴۲۱   | —     | ۰۴۶      |

## آمار ملی

### گل‌های ملی
| گل‌ها | تاریخ          | میزبان           | حریف         | نتیجه | رقابت                         |
| ---- | -------------- | ---------------- | ------------ | ----- | ----------------------------- |
| ۱    | ۹ ژوئن ۱۹۹۶    | انگلیس شفیلد     | دانمارک      | ۱–۱   | جام ملت‌های اروپا ۱۹۹۶         |
| ۲    | ۶ سپتامبر ۱۹۹۸ | مجارستان بوداپست | مجارستان     | ۱–۳+  | مقدماتی جام ملت‌های اروپا ۲۰۰۰ |
| ۳    | ۶ سپتامبر ۱۹۹۸ | مجارستان بوداپست | مجارستان     | ۱–۳+  | مقدماتی جام ملت‌های اروپا ۲۰۰۰ |
| ۴    | ۲۶ مارس ۱۹۹۹   | پرتغال گیماریش   | آذربایجان    | ۰–۷+  | مقدماتی جام ملت‌های اروپا ۲۰۰۰ |
| ۵    | ۹ ژوئن ۱۹۹۹    | پرتغال کویمبرا   | لیختن اشتاین | ۰–۸+  | مقدماتی جام ملت‌های اروپا ۲۰۰۰ |
| ۶    | ۹ ژوئن ۱۹۹۹    | پرتغال کویمبرا   | لیختن اشتاین | ۰–۸+  | مقدماتی جام ملت‌های اروپا ۲۰۰۰ |
| ۷    | ۹ ژوئن ۱۹۹۹    | پرتغال کویمبرا   | لیختن اشتاین | ۰–۸+  | مقدماتی جام ملت‌های اروپا ۲۰۰۰ |
| ۸    | ۲۳ فوریه ۲۰۰۰  | بلژیک شارلروآ    | بلژیک        | ۱–۱   | دوستانه                       |
| ۹    | ۲ ژوئن ۲۰۰۰    | پرتغال شاوش      | ولز          | ۰–۳+  | دوستانه                       |
| ۱۰   | ۳ سپتامبر ۲۰۰۰ | استونی تالین     | استونی       | ۳–۱–  | مقدماتی جام جهانی ۲۰۰۲        |

## جنجال‌ها
در ۲۶ مارس ۱۹۹۷، سا پینتو، پس از شنیدن خبر عدم حضور در یک مسابقه با آرتور ژورژه، سرمربی وقت تیم ملی درگیر شد. وی تا محل تمرین تیم ملی در ورزشگاه ملی لیسبون رفت و با مشت به صورت سرمربی تیم ملی کوبید و پس از آن یک سال از تمام مسابقات ملی و بین‌المللی محروم شد.
سا پینتو در کنار کارنامه موفق با استقلال در لیگ برتر، حواشی و جنجال‌های زیادی را با این تیم به راه انداخت؛ استفاده از لفظ «حیوان» و «جنگل» برای توصیف مربیان و فوتبال ایران در نشست خبری پس از بازی با تیم پیکان در هفته بیستم لیگ برتر ۰۲–۱۴۰۱، با واکنش‌های گسترده‌ای همراه شد.